# Heterostegane
Heterostegane es un género de lepidópteros geométridos de la subfamilia Ennominae.
Especies
- Heterostegane amputata Herbulot, 1993
- Heterostegane auranticollis Prout, 1922
- Heterostegane aurantiaca Warren, 1894
- Heterostegane bifasciata (Warren, 1914)
- Heterostegane boghensis Wiltshire, 1985
- Heterostegane circumrubrata Prout, 1915
- Heterostegane constessellata (Prout, 1926)
- Heterostegane elephantina Herbulot, 1992
- Heterostegane felix 	(Herbulot, 1974)
- Heterostegane flavata 	(Warren, 1905)
- Heterostegane hyriaria Warren, 1894
- Heterostegane incognita Prout, 1915
- Heterostegane infusca 	(Herbulot, 1973)
- Heterostegane insulata Warren, 1898
- Heterostegane leroyi (Fletcher D. S., 1958)
- Heterostegane luteorubens (Mabille, 1900)
- Heterostegane maxima 	(Herbulot, 1957)
- Heterostegane mediosecta Herbulot, 1993
- Heterostegane minax  Prout 1931
- Heterostegane minuscula Herbulot, 1995
- Heterostegane minutissima (Swinhoe, 1904)
- Heterostegane monilifera Prout, 1915
- Heterostegane nyassa 	Herbulot, 1993
- Heterostegane pachyspila (Fletcher D. S., 1958)
- Heterostegane pleninotata (Warren, 1901)
- Heterostegane rectifascia Hampson
- Heterostegane robinsoni (Herbulot, 1957)
- Heterostegane ruberata (Mabille, 1900)
- Heterostegane serrata (Fletcher D. S., 1958)
- Heterostegane subfasciata Warren, 1899
- Heterostegane subtessellata (Walker, [1863])
- Heterostegane thieli 	Herbulot, 1995
- Heterostegane tritocampsis (Prout, 1934)
- Heterostegane urbica (Swinhoe, 1895)
- Heterostegane vetula 	Prout, 1916
- Heterostegane warreni (Prout, 1932)